# Gefahreneinweisung
Als Gefahreneinweisung bezeichnet man in der Segelflugausbildung im Allgemeinen das Heranführen von Flugschülern an potenziell gefährliche Flugzustände, ihre Vermeidung und Beherrschung sowie die notwendigen Recovery-Manöver zur Wiederherstellung einer ungefährlichen Fluglage. Die Gefahreneinweisung gliedert sich dabei in mehrere theoretische und praktische Übungen.
Bereits zu Beginn der Ausbildung wird der Flugschüler theoretisch in Verfahren wie Haubennotabwurf, Notabsprung und Bedienung des Rettungsfallschirms eingewiesen, um diese für den Fall einer Störung in der doppelsitzigen Ausbildung mit Fluglehrer zu beherrschen. Dies ist notwendig, weil der Fluglehrer in den bei modernen Segelflugzeugen üblichen Tandemcockpits mit hintereinander angeordneten Sitzplätzen dem Schüler keinerlei Hilfestellung beim Notausstieg geben kann. Der Notabsprung soll zudem am Boden praktisch trainiert werden, damit die Handgriffe erlernt und im Notfall zielsicher umgesetzt werden können.
Als Gefahreneinweisung im Speziellen werden Übungen im Ausbildungsabschnitt vor dem ersten Alleinflug bezeichnet, in denen der Flugschüler lernt, das Flugzeug aus abnormalen Fluglagen mit gezielten Steuereingaben wieder in den Normalflug zu bringen. Konkret geht es hier um das Erkennen, Beherrschen und Beenden des überzogenen Flugzustandes zunächst ohne, später mit Strömungsabriss und Abkippen des Flugzeugs, des Sackfluges sowie des Trudelns und der Steilspirale. Diese Übungen bauen sukzessive aufeinander auf. Die Gefahreneinweisung ist laut Methodik der Segelflugausbildung vor dem ersten Alleinflug vorzunehmen, da alle hierbei demonstrierten Situationen im Alleinflug auftreten können, der Fluglehrer hier aber nicht mehr aktiv eingreifen, sondern nur über Flugfunk verbal Hilfestellung geben kann. Der Flugschüler muss die Zustände erkennen und darauf reagieren können, um den Flug sicher zu beenden.
Weitere Gefahrenzustände können bei den verschiedenen Startarten sowie im Landeanflug auftreten und sind als Teil der entsprechenden Übungen gemäß Methodik der Segelflugausbildung mit dem Schüler abzuarbeiten. Dazu gehören beispielsweise Seilrisse beim Windenstart in unterschiedlichen Höhen mit entsprechender Reaktion und Gestaltung der folgenden Platzrunde, Seilrisse oder versagende Ausklinkvorrichtungen beim Flugzeugschleppstart sowie Böen und Scherwinde im Landeanflug.
Die Methodik der Segelflugausbildung als zentrales Ausbildungsdokument des Deutschen Aero Clubs orientiert sich an der EU-weit gültigen Verordnung (EU) 2018/1139 und den dazugehörigen Durchführungsbestimmungen sowie den ergänzenden „Acceptable Means of Compliance“ (AMC) und „Guidance Material (GM) to Part-SFCL“ (AMC&GM to Part-SFCL). Dementsprechend gelten ähnliche Regelungen für die Gefahreneinweisung in der Segelflugausbildung auch in anderen EU-Staaten.